# Ogovea
Ogovea is een geslacht van hooiwagens uit de familie Ogoveidae.
De wetenschappelijke naam Ogovea is voor het eerst geldig gepubliceerd door Roewer in 1923. 

## Soorten
Ogovea omvat de volgende 2 soorten:
- Ogovea grossa
- Ogovea nasuta